# Dobersdorf
Dobersdorf ist eine Gemeinde im Kreis Plön in Schleswig-Holstein. Jasdorf, Lilienthal, Schädtbek und Tökendorf, die Ausbauten Charlottenhof, Friedrichsberg, Moorsehden, Mörken, Rehburg, Timmbrook, Wildhaus, Wulfsburg und Wulfskuhl sowie die Siedlung Voßberg und das Adlige Gut Dobersdorf liegen im Gemeindegebiet.

## Geografie und Verkehr
Dobersdorf liegt etwa 15 km östlich von Kiel am Dobersdorfer See. Die Bundesstraße 202, die südlich von Dobersdorf von Kiel nach Lütjenburg verläuft, und die Bundesstraße 502, die der Küste nördlich von Dobersdorf folgend ebenfalls von Kiel nach Lütjenburg verläuft, sind jeweils rund 5 km entfernt. Die Bahnlinie der Kiel-Schönberger Eisenbahn von Kiel nach Schönberg verläuft nördlich von Dobersdorf.

## Geschichte
Hünengräber aus der Jungsteinzeit, darunter der Urdolmen von Dobersdorf, belegen eine vorgeschichtliche Besiedlung des Gebiets. Am Ufer des Dobersdorfer Sees sind auch mittelalterliche Siedlungen und Befestigungen nachgewiesen, die auf eine Besiedlung durch wendische Fischer schließen lassen.
Der Ortsname Doberstorpe wurde von wendischen Fischern übernommen und bedeutet möglicherweise Dorf des Dober oder gutes Dorf.

## Adliges Gut Dobersdorf
Das Adlige Gut Dobersdorf wurde um 1283 Lehen der Familie Pogwisch, die den Grafen von Kiel dienten.

## Politik

### Gemeindevertretung
Bei der Kommunalwahl am 14. Mai 2023 wurden insgesamt elf Sitze vergeben. Von diesen erhielt die Bürgergemeinschaft Dobersdorf sechs Sitze, die CDU drei Sitze und die Grünen und die SPD jeweils einen Sitz.

### Wappen
Blasonierung: „Durch einen silbernen Schrägwellenbalken von Blau und Rot geteilt. Oben ein silbernes Eichenblatt, unten ein springender silberner Wolf.“

## Sehenswürdigkeiten

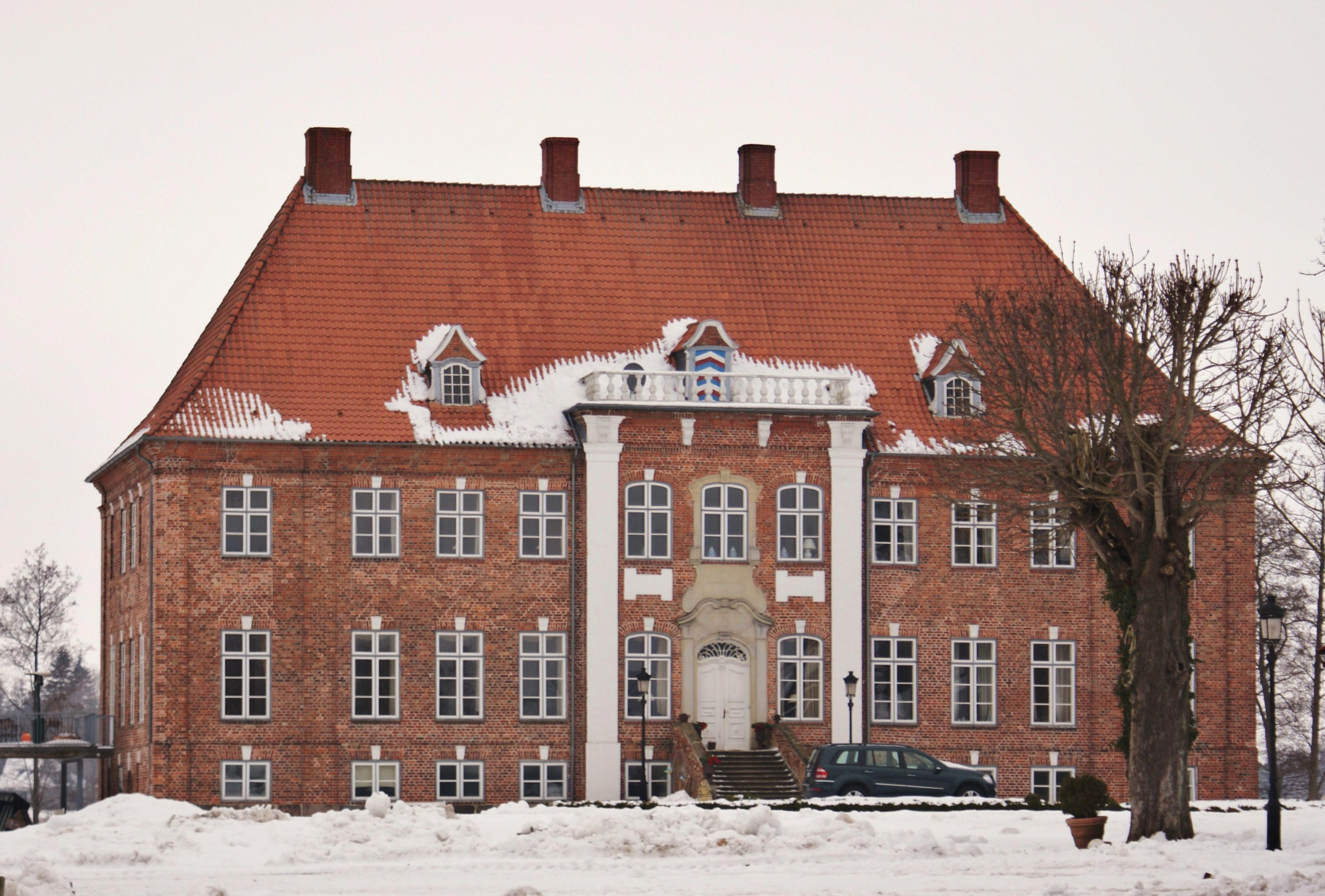
Herrenhaus Dobersdorf

In der Liste der Kulturdenkmale in Dobersdorf stehen die in der Denkmalliste des Landes Schleswig-Holstein eingetragenen Kulturdenkmale.
Die Uferbereiche des Passader Sees und der westliche Teil des Tals der Jarbek im Gemeindegebiet sind Teil des europäischen NATURA 2000-Schutzgebietes FFH-Gebiet Hagener Au und Passader See,

## Vereine
Der örtliche Sportverein Dobersdorfer SV bietet Fußball, Tischtennis, Turnen, Darts und Aerobic an. Angler haben sich im ASV Goden Fang organisiert. Weiterhin gibt es den Förderverein Wasser-Lilien e. V., der es sich zur Aufgabe gemacht hat, das ehemals gemeindeeigene Freibad im Ortsteil Lilienthal zu betreiben.

## Sonstiges
Nahe der Siedlung Voßberg befindet sich die Gedenkstätte bei Voßberg, die an zwei Ereignisse während des Zweiten Weltkrieges und an gefallene Briten und Deutsche erinnert.

## Persönlichkeiten
- Kuno zu Rantzau (* 10. März 1843 in Wiesbaden; † 26. November 1917 in Dobersdorf), Diplomat, lebte auf Gut Dobersdorf
- Werner Kalinka (* 17. Februar 1952 in Fiefbergen), CDU-Politiker, Landtagsabgeordneter und Gemeindevertreter